# Annasee
Der Annasee ist ein natürlicher See bei Beilstein im Landkreis Heilbronn im nördlichen Baden-Württemberg. Als flächenhaftes Naturdenkmal steht er unter Naturschutz.

## Geographie
Der 1,0 ha große Annasee liegt etwa drei Kilometer nordöstlich von Beilstein auf 376,1 m ü. NN im Beilsteiner Stadtwald, nahe dem Weiler Gagernberg. Der See wird insbesondere von der höhergelegenen Waldkuppe Tautzenbühl (Gipfel auf 418,9 m ü. NN) gespeist und natürlich durch den wasserundurchlässigen Lettenboden angestaut. Er entwässert über den etwa 1,0 km langen Annabach durch den Hangwald zum Söhlbach, in den dieser auf 284 m ü. NN gegenüber von Helfenberg mündet.

## Geschichte
Der See wie auch der umgebende Stadtwald zählten seit jeher zum Besitz der Gemeinde Beilstein. Der See wurde im 19. Jahrhundert auch als Tannensee bezeichnet. 1846 wurde seine Größe mit knapp sechseinhalb Morgen bezeichnet. Im Jahr 1901 bezog die Brauerei Cluss Eis aus dem See. Zwischen 1923 und 1931 war der See an den nahen Weiler Gagernberg verpachtet. 1931 lief der See durch den Durchbruch einer Ablassvorrichtung zur Löschwasserentnahme nach Beilstein nahezu aus und wurde darauf mehrmals entschlämmt. Seit 1951 ist der See geschützter Landschaftsteil. Das Fischwasser des Sees ist an den Fischereiverein Heilbronn-Sontheim verpachtet.